# Голубая (река, впадает в Верхний пруд)
Голуба́я — малая река в Калининграде. Длина реки — 12,5 км. Площадь водосборного бассейна равна 31,8 км².
Вытекает из озера Дивное, лежащего на высоте 34,4 метра над уровнем моря. Течёт сначала на юг через лес Козий, пересекает посёлок Чкаловск. Затем течёт в юго-восточном направлении параллельно Советскому проспекту. В районе улицы Калужской уходит в трубу и «выныривает» на поверхность около улицы Азовской, впадая в Верхний пруд на высоте 21 метр над уровнем моря.

## История
Первоначально река называлась Wirrgraben (в переводе с нем. — «запутанные канавы»; русская транслитерация: Виррграбен). Название, появившееся в XIV веке, как предполаагется, отражало извилистый характер ручья в то время. В XVIII веке ручей спрямили и стали использовать для питания водой Верхнего пруда. Современное название река носит с 1947 года.